# SRPM
SRPM(えすあーるぴーえむ、Source RPM)とは、ソースコードを含んだRPMパッケージのこと。tarでアーカイブされただけのソフトのように、自分でコンパイル、インストールする必要はなく、自動的にコンパイル、インストールされる。また、Linuxのディストリビューションをダウンロードする際、SRPMの複数形として「SRPMS」と表記されたディレクトリを良く見かける。